# Système de fortifications de Komárom
Le système de fortifications de Komárom (en hongrois : komáromi erődrendszer ; en slovaque : Komárňanský pevnostný systém) désigne l'ancien dispositif de protection de la ville de Komárom, aujourd'hui coupée en deux localités en Hongrie et en Slovaquie (Komárno). Les différents sites de ce système sont inscrits sous l'intitulé « Systèmes de fortifications à la confluence du Danube et de la Váh à Komárno-Komárom » à la liste indicative du patrimoine mondial de l'UNESCO pour les deux pays.